# سیارک ۶۳۳۵
سیارک ۶۳۳۵ (به انگلیسی: 6335 Nicolerappaport، نامگذاری:1992NR) شش هزار و سیصد و سی و پنجمین سیارک کشف شده‌است که در ۵ ژوئیه ۱۹۹۲ کشف شد.